# The Road of Dreams
The Road of Dreams est un recueil de poèmes d'Agatha Christie publié en 1925. Il n'existe qu'une seule édition de ce recueil et il n'a jamais été adapté en français.

## Commentaires
Agatha Christie publie le livre en 1925 avec son propre argent. Plusieurs poèmes parlent de la Première Guerre mondiale.
Le recueil est divisé en quatre parties, :
- A Masque from Italy : 10 poèmes sur la Commedia dell'arte, notamment sur le personnage d'Arlequin ;
- Ballads : 7 poèmes/ballades romantiques sur des chevaliers, des princesses et des enfants mort-nés ;
- Dream and Fantasies : 7 poèmes sur les rêves et les cauchemars ;
- Other Poems : 11 poèmes.

L'écrivain Eden Phillpotts est le premier à voir le travail de Christie, et même s'il reconnait qu'elle a un certain « talent lyrique », il lui dit que cela ne se vendra pas. Il a raison car le recueil ne rencontre pas de succès contrairement au reste de son travail.
Tous les poèmes de ce recueil sont repris dans son deuxième recueil Poems en 1973.

## Édition
- (en) The Road of Dreams, Geoffrey Bles, janvier 1925, 112 p.